# Kelemen (priimek)
Kelemen je priimek več znanih oseb:
- Attila Kelemen, romunski politik madžarskega rodu
- Boris Kelemen, hrvaški umetnosti zgodovinar
- Dan Barna Kelemen Hunor / Hunor Kelemen (*1967) romunski politik madžarskega rodu in pisatelj v madžarščini
- Endre Kelemen, madžarski atlet
- Ferdo Kelemen, hrvaški fotograf
- Lajos Kelemen, madžarski politik
- Maćaš Kelemen, srbski politik madžarskega rodu
- Marta Kelemen, madžarska atletinja
- Milko Kelemen (1924–2018), hrvaški dirigent in skladatelj
- Tomislav Kelemen (1932–2023), hrvaški inženir
- Zoltán Kelemen, madžarski atlet